# Avenue Emmanuel-Maignan
L'avenue Emmanuel-Maignan est une voie de Toulouse, chef-lieu de la région Occitanie, dans le Midi de la France.

## Situation et accès

### Description
L'avenue Emmanuel-Maignan est une voie publique. Elle traverse le quartier des Minimes.
La chaussée compte une voie de circulation automobile en sens unique. Il existe, du côté impair, une bande cyclable pour les cyclistes circulant en contre-sens.

### Voies rencontrées
L'avenue Emmanuel-Maignan rencontre les voies suivantes, dans l'ordre des numéros croissants (« g » indique que la rue se situe à gauche, « d » à droite) :
1. Avenue des Minimes
2. Rue du Général-Bourbaki (d)
3. Rue Montesquieu
4. Rue de Chaussas
5. Avenue Émile-Dewoitine
6. Chemin du Sang-de-Serp

## Odonymie
L'avenue est nommée en hommage à Emmanuel Maignan (1601-1676), mathématicien toulousain, religieux au couvent des Minimes situé à l'extrémité est de l'avenue.